# 즈뵤즈드니고로도크

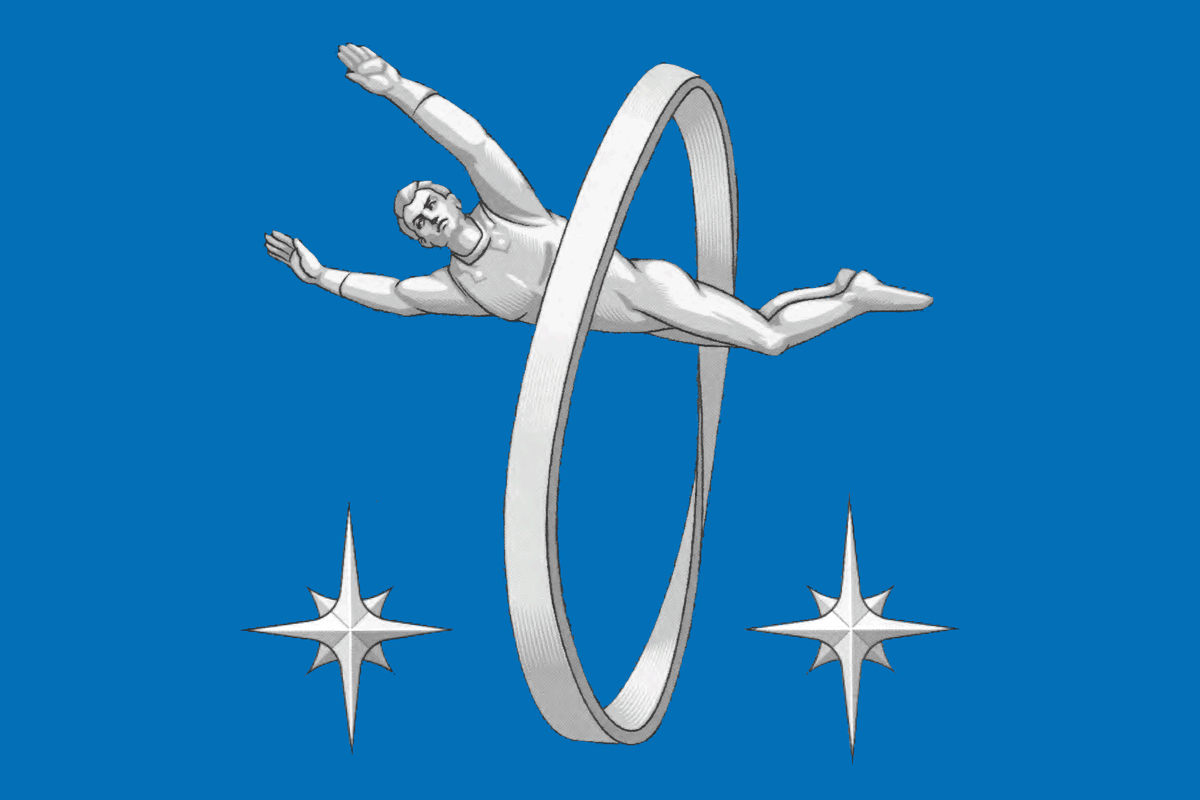
시기

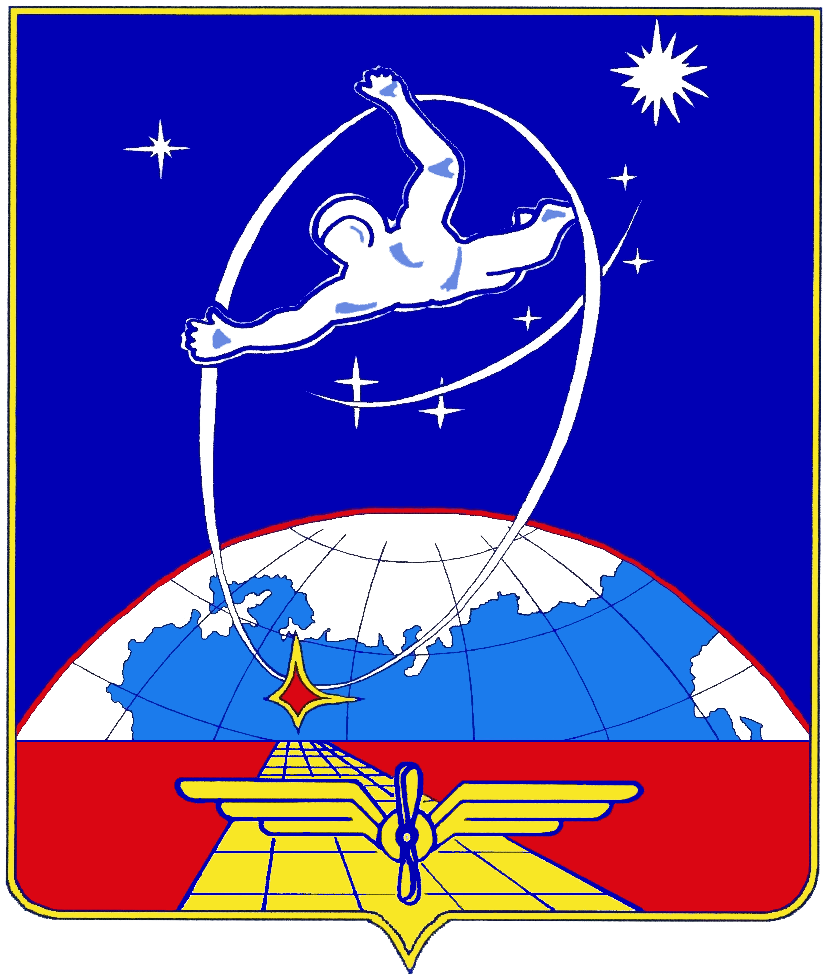
시의 휘장

즈뵤즈드니 고로도크(러시아어: Звёздный городо́к)는 러시아 모스크바주에 위치한 폐쇄 도시(노동자구)로, 별의 도시(즈뵤즈드니 고로도크)로 알려진 러시아의 군사 및 우주 훈련 시설이 들어서 있다. 별의 도시는 러시아 연방 우주국의 주요 시설들과 함께 유리 가가린 우주비행사 훈련 센터 등을 수용하고 있다. 2009년 폐쇄 도시로 지정되었다. 인구는 2010년 기준 6,332명이다.